# Eucrátides I
Eucrátides I (em grego:  Εὐκρατίδης; reinou cerca de 171-145 a.C.), às vezes chamado Eucrátides, o Grande, foi um dos mais importantes reis greco-bactrianos, descendentes de dignitários de Alexandre, o Grande. Ele desarraigou a dinastia Eutidemo I dos reis greco-bactrianos e substituiu-a por sua própria linhagem. Ele lutou contra os reis indo-gregos, os governantes helenísticos mais orientais no noroeste da Índia, detendo temporariamente território até o Indo, até que ser finalmente derrotado e empurrado de volta para Báctria. Eucrátides tinha uma cunhagem vasta e prestigiosa, sugerindo um governo de importância considerável.